# Vlkovce
Vlkovce este o comună slovacă, aflată în districtul Kežmarok din regiunea Prešov. Localitatea se află la altitudinea de 825 m deasupra n.m., se întinde pe o suprafață de 3,84 km2 și în 2017 număra 480 de locuitori.

## Istoric
Localitatea Vlkovce este atestată documentar din 1268.

## Demografie
| An:                | 1994 | 2004    | 2014   | 2024   |
| ------------------ | ---- | ------- | ------ | ------ |
| Număr de persoane: | 383  | 444     | 480    | 494    |
| Diferență:         |      | +15,92% | +8,10% | +2,91% |

| An:                | 2023 | 2024   |
| ------------------ | ---- | ------ |
| Număr de persoane: | 494  | 494    |
| Diferență:         |      | −1,42% |